# Tom Dice

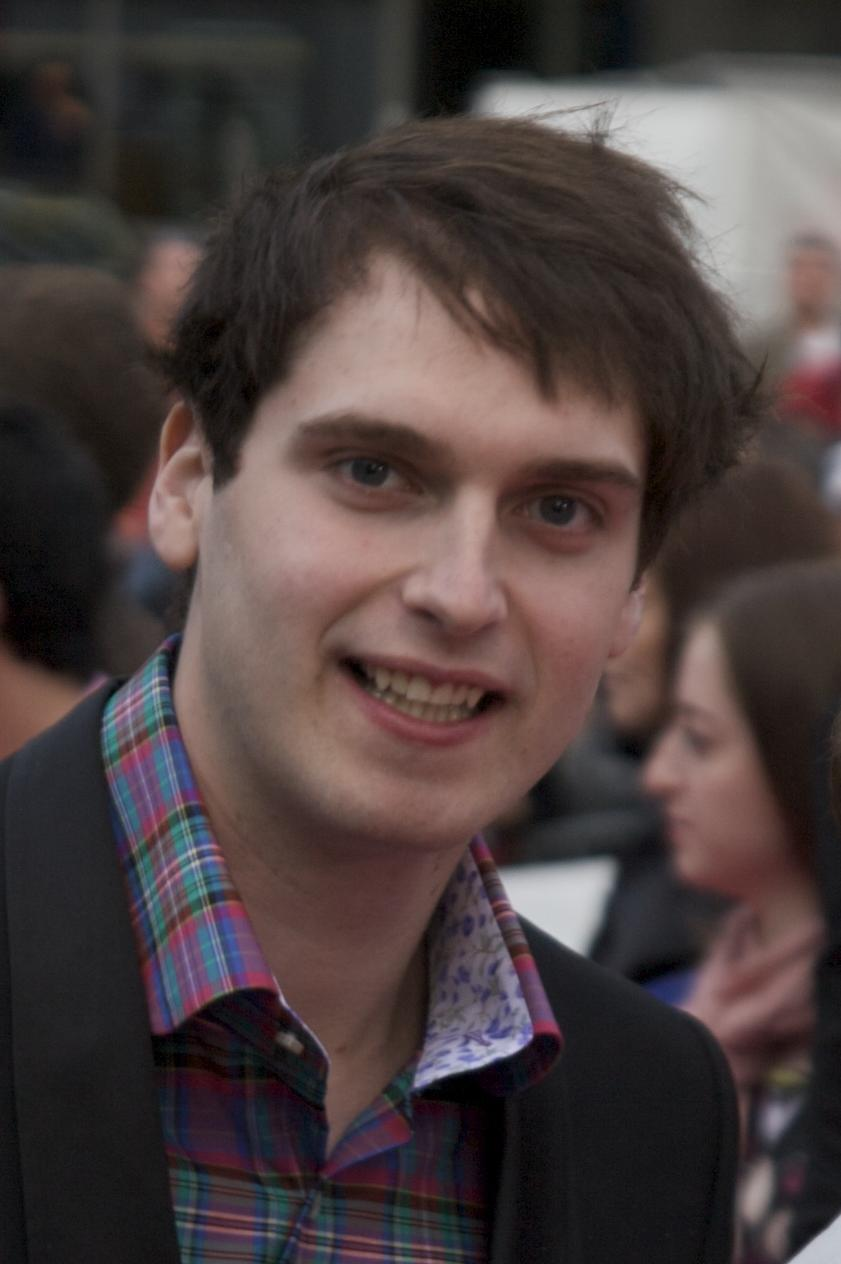
Tom Dice

Tom Dice (n. 25 noiembrie 1989, Eeklo) este un cântăreț și compozitor belgian. S-a plasat pe locul secund la ediția din 2008 a concursului The X Factor, varianta belgiană. El a reprezentat Belgia la Concursul Muzical Eurovision 2010 cu melodia „Me and My Guitar”. 